# Sascha Bert
Sascha Bert (ur. 5 marca 1975 roku w Darmstadt) – niemiecki kierowca wyścigowy.

## Kariera
Bert rozpoczął karierę w wyścigach samochodowych w 1993 roku od startów w Formule König, gdzie dwukrotnie stawał na podium. Został tam sklasyfikowany na siódmej pozycji w klasyfikacji generalnej. W późniejszych latach pojawiał się także w stawce Niemieckiej Formuły Renault, Niemieckiej Formuły 3, Masters of Formula 3, Grand Prix Monako Formuły 3, Włoskiej Formuły 3, 100 Meilen von Hockenheim, Formuły 3000, Włoskiej Formuły 3000, Europejskiej Formuły 3000, V8Star Germany, Dutch Winter Endurance Series, 24h Nürburgring Nordschleife, Ferrari Challenge Europe, FIA GT Championship, ADAC GT Masters, Superstars Championship Italy, FIA GT3 European Championship oraz International GT Open.
W Formule 3000 Niemiec występował podczas trzech rund sezonu 1999 z brytyjską ekipą Nordic Racing. Nigdy jednak nie zdołał się zakwalifikować do wyścigu.